# Radford-Plan
Radford-Plan bezeichnet den von Arthur W. Radford (1896–1973), damaliger Admiral und Vorsitzender der Joint Chiefs of Staff, entworfenen Plan zur Reduzierung der konventionellen US-Streitkräfte in Europa.
Der Plan wurde 1956 bekannt und sah konkret eine Verringerung des amerikanischen Militärs in Europa um ein Drittel bei gleichzeitiger Stärkung der nuklearen Komponente vor, um die konventionelle Schwächung wieder auszugleichen. Bei der deutschen Bundesregierung stieß er auf Kritik, weil eine Verschiebung der Prioritäten hin zu Kernwaffen eine zusätzliche Gefährdung des deutschen Territoriums bedeutet. Nach dem damaligen Konzept der NATO zur Verteidigung Westeuropas war diese erst am Rhein vorgesehen, der Großteil der Bundesrepublik war „Verzögerungs-Zone“, in der ein massiver Einsatz von taktischen Kernwaffen vorgesehen war. Das Konzept der Vorneverteidigung konnte erst dem Anfang der 1960er Jahre in Kraft treten, weil dafür mehr konventionelle Streitkräfte erforderlich waren und erst abgewartet werden musste, bis die Bundeswehr ihre Zielgröße von 500.000 Soldaten und 12 Heeres-Divisionen erreicht hatte.